# Hother Ostermann
Hother Bertel Simon Ostermann (* 12. Juni 1876 in Årslev; † 28. Juni 1950 in Greve) war ein dänischer Pastor, Lehrer, Historiker, Genealoge und Übersetzer.

## Leben
Hother war ein Sohn des Kaufmanns Christian Andreas Leopold Ostermann (1854–1912) und seiner Frau Bertha Franziska Augusta Marie Gjølbye (1856–1940). Er hatte noch vier Geschwister: Ellen Kristine Jarding, Lillian Anita Nannestad Hagerup, Emma Marie Ostermann und Franz Gjö Ostermann. Er begann nach dem Schulabschluss 1892 eine Lehre als Apotheker. Schließlich entschied er sich aber dennoch für eine höhere Ausbildung, nahm ab 1894 Privatunterricht und erhielt 1896 die Hochschulreife. Anschließend arbeitete er eine Zeitlang als Hauslehrer in Veksø und studierte dann Theologie. Er schloss das Studium am 15. Januar 1901 als cand.theol. ab.
Seine Jugendfreunde Knud Rasmussen und dessen Cousin Frederik Balle weckten Ostermanns Interesse für Grönland. Er wurde am 5. Juni 1901 ordiniert. Am 11. Juni 1901 heiratete er in Valby Marie Kirstine „Dina“ Andersen (1878–1945), Tochter des Kaufmanns Jens Andersen (1837–1880) und seiner Frau Caroline Petersen (1848–1886). Anschließend reiste er nach Grönland, wo er anfangs als Helfer in Ilulissat tätig war. 1902 wurde er Missionar in Ilulissat und ab 1903 leitete er zudem kommissarisch die dortige Katechetenschule. 1904 wechselte er nach Aasiaat. Mit der Kirchenreform von 1905 wurde das Amt des Missionars durch das des Pastors ersetzt. 1906 zog Ostermann nach Nuuk, wo er auch Lehrer an Grønlands Seminarium war. Schon nach einem Jahr kehrte er an seine alte Wirkungsstätte Ilulissat zurück und nahm seine Stelle als Pastor und Leiter der Katechetenschule wieder an. Erst 1921 kehrte er zurück nach Dänemark und war schließlich bis 1946 Pastor im Greve Sogn, bevor er in den Ruhestand ging.
Hother Ostermann arbeitete jahrelang daran, grönländische Kirchenbücher zu durchsuchen und die Familien des Landes in biografischen und genealogischen Büchern festzuhalten. Weitere Werke behandelten die Missionsgeschichte der Europäer in Grönland. Zudem übersetzte er Kirchenlieder sowie die Märchen Hans Christian Andersens ins Grönländische.
Ab 1921 war Hother Ostermann Vorstandsmitglied in Den Grønlandske Kirkesag. 1935 wurde er Vizevorsitzender von Det Grønlandske Selskab. Zudem war er Mitglied des grönländischen Ortsnamenausschusses und der Königlichen Nordischen Altschriftengesellschaft.

## Schriften (Auswahl)
- 1915: Meddelelser om danske Slægter i Grønland (Artikel)
- 1917: Bidrag til danske og norske Slægter i Grønland (Artikel)
- 1921: Svenske Slægter i Grønland (Artikel)
- 1921: Missionær i Grønland Hans Christopher Glahns Dagbøger
- 1921: Den grønlandske Missions og Kirkes Historie
- 1921: Grønland i tohundredeaaret for Hans Egedes landing (Mitautor)
- 1922: Den norske Grønlandsprest provst Jørgen Sverdrup
- 1925–1926: Fra Grønland til Stillehavet (Mitautor)
- 1926: Den grønlandske Ordbog (Mitautor)
- 1928–1929: Greenland (drei Bände) (Mitautor)
- 1935–1944: Dagbøker av nordmenn på Grønland før 1814 (drei Bände)
- 1937: Grønlandske distriktsbeskrivelser forfattet av nordmenn før 1814
- 1938: En grønlandsk Gren af Slægten Hammond (Artikel)
- 1938: Norske notater i Grønlands kirkebøker (Artikel)
- 1938–1939: Knud Rasmussens posthumous notes on the live and doings of the East Greenlanders in olden times
- 1939: Continuationer af Relationer om Grønland (Hrsg. von Poul Egede und Niels Egede)
- 1939: Grønlandsbeskrivelse (Hrsg. von Niels Egede)
- 1939: Posthumous notes on East Greenland Legends and Myths
- 1940: Nordmænd paa Grønland 1721–1814, Gyldendal, Oslo 1940  (zwei Bände).
- 1941: Træk af Kolonien Jakobshavns Historie 1741–1941
- 1941: Alaskan Eskimo Words
- 1942: Avhandlinger om Grønland 1799–1801
- 1942: Brudstykker af en Dagbog, holden i Grønland 1770–78 (Hrsg. von Hans Egede Saabye)
- 1942: The Mackenzie Eskimos, after Knud Rasmussens Posthumous Notes
- 1943: Frederikshaabs Historie 1742–1942
- 1945: Danske i Grønland i det 18. Aarhundrede
- 1946: Skrivelser angående Mathis Jochimsens Grønlandsekspedition
- 1946: Grønlandsbeskrivelse (Hrsg. von Otto Fabricius)